# Virgin Racing (Formule E-team)
Envision Racing, voorheen Virgin Racing is een Brits autosportteam dat deelneemt aan de Formule E. Het valt onder het eigendom van de Virgin Group van Richard Branson.

## Geschiedenis
Het team doet vanaf het seizoen 2014-2015, het eerste seizoen van de Formule E, mee aan het kampioenschap. In het eerste seizoen heeft het Sam Bird en Jaime Alguersuari als coureurs.